# Dauphin d'Hector
Cephalorhynchus hectori
Espèce
Répartition géographique
Statut de conservation UICN

 EN A4d : En danger
Statut CITES
Le dauphin d'Hector, dauphin de Nouvelle-Zélande ou dauphin à front blanc (Cephalorhynchus hectori) est une espèce de mammifère de l'ordre des cétacés. La sous-espèce maui, le dauphin de Maui, est en danger critique d'extinction, ne comptant plus qu'entre 48 et 69 individus. La population totale estimée de l'espèce étant, elle, d'environ 15 000 individus.

## Étymologie
Le dauphin d'Hector a été nommé en l'honneur de Sir James Hector (1834-1907), qui était le conservateur du Colonial Museum de Wellington (aujourd'hui le Musée de Nouvelle-Zélande Te Papa Tongarewa). L'espèce a été décrite scientifiquement par le zoologiste belge Pierre-Joseph Van Beneden en 1881.

## Description

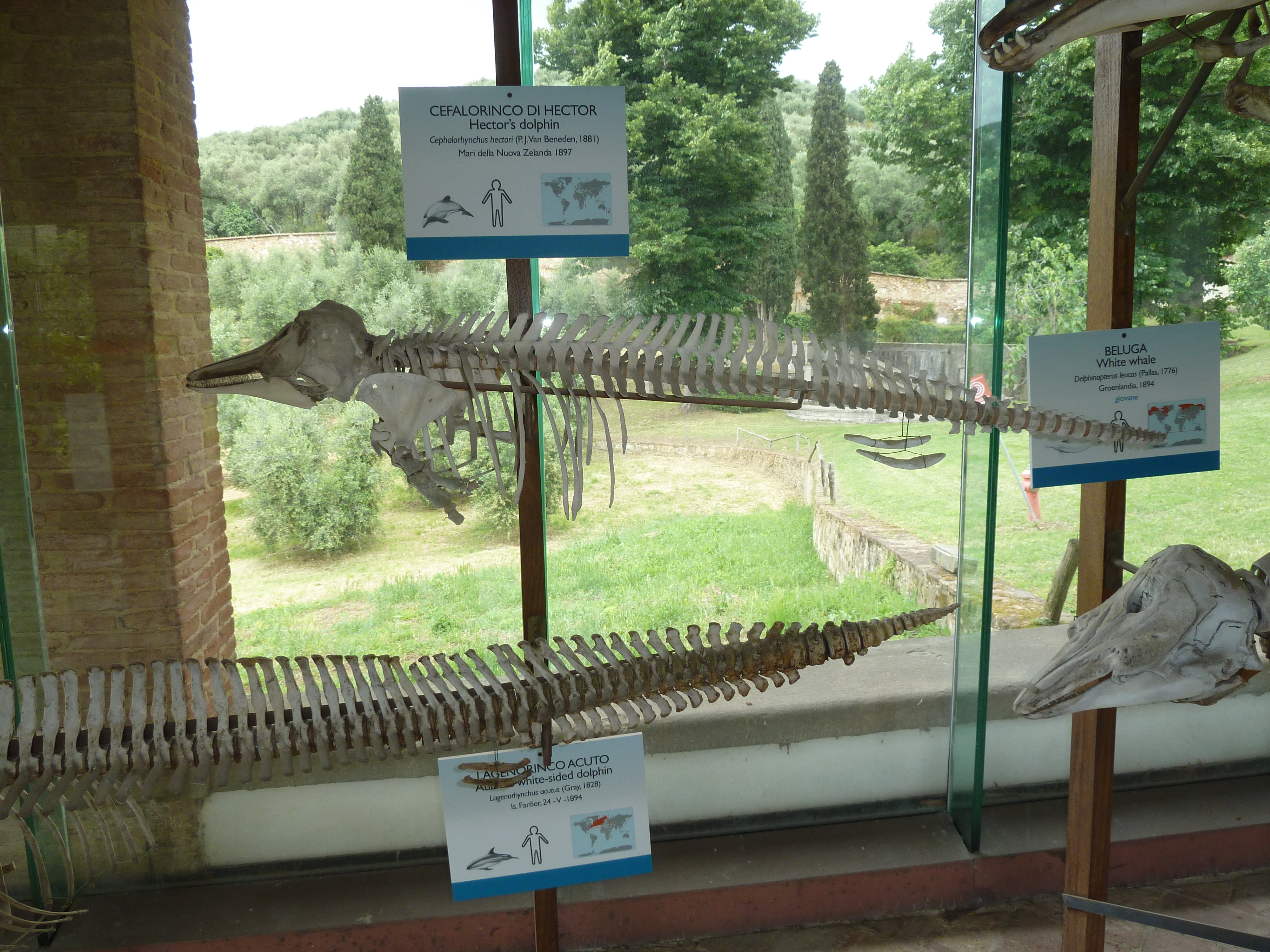
Squelette d'un dauphin d'Hector de la collection de la Chartreuse de Pise.

Il est très facile d'identifier le dauphin d'Hector. Son signe le plus distinctif est l'aileron dorsal arrondi, à la différence des ailerons en forme de faucille de certains autres dauphins. Son rostre est doucement en pente à la différence du museau des dauphins tursiops. Moins grand qu'un humain adulte, le dauphin d'Hector mesure entre 1,2 à 1,5 m de long et pèse entre 35 et 65 kg. La femelle est 5 à 10 % plus grande que le mâle. Il s'agit du plus petit dauphin du monde.
Le juvénile présente un aileron dorsal moins développé et une teinte plus sombre.
Le dos et les flancs sont principalement gris clair, tandis que les nageoires dorsale, caudale et pectorale sont noires. Les yeux sont entourés d'un masque noir, qui s'étend vers l'avant jusqu'à l'extrémité du rostre et vers l'arrière jusqu'à la base de la nageoire pectorale. Une bande noire en forme de croissant traverse la tête juste derrière l'évent. La gorge et le ventre sont blanc crème. Une bande blanche en forme de doigt effilé s'étire le long du bas des flancs, souvent plus étendue chez la femelle.

Comparaison entre la taille d'un dauphin d'Hector et d'un humain

## Répartition
Le dauphin d'Hector est le cétacé possédant l'aire de répartition la plus réduite. On ne le trouve qu'en Nouvelle-Zélande, fortement concentré dans les eaux peu profondes et turbides, presque toujours dans un rayon d'environ 15 km de la côte et à une profondeur de moins de 100 m. Il affectionne les embouchures de rivières. Il est commun sur les côtes ouest et est de l'île du Sud, mais très rare sur la côte ouest de l'île du nord. Il a tendance à aller un peu plus au large en hiver.

## Comportement
Le dauphin d'Hector vit en général en groupes de moins de 30 individus (souvent 2 à 8), mais parfois jusqu'à 100. Il fait surface régulièrement, à moins de 30 secondes d'intervalle. Il nage rarement devant les bateaux, mais les approche parfois lorsqu'ils sont à l'arrêt.
Les dauphins d'Hector ont une alimentation variée, sélectionnant leurs proies plutôt en fonction de la taille (principalement moins de 10 cm de long) que de l'espèce, bien que les animaux épineux semblent être évités. La plus grande proie retrouvée dans l'estomac d'un dauphin d'Hector était un cabillaud rouge non digéré pesant 500 g et long de 35 cm. Le contenu de l'estomac des dauphins disséqués comprend un mélange de poissons, de calmars et de diverses espèces benthiques. La principale espèce chassée est le cabillaud rouge.

## Reproduction
Le dauphin d'Hector atteint la maturité sexuelle entre six et neuf ans. La femelle met bas tous les deux à quatre ans, entre novembre et février, après 11 mois de gestation. Le jeune reste un à deux ans auprès de sa mère. La longévité de l'espèce est d'environ 20 ans.

## Menaces
L'UICN (23 janvier 2023) classe l'espèce en catégorie EN (en danger) dans la liste rouge des espèces menacées depuis l'an 2000. Le dauphin d'Hector a vu sa population chuter de 74 % entre 1970 et 2009.
Le dauphin d'Hector fait face à de sérieuses pressions de la part des activités humaines étant donné sa distribution côtière limitée. La principale menace pour l'espèce est l'enchevêtrement dans les filets maillants, la pêche au chalut causant également une mortalité importante. La pêche amateur au filet maillant constitue une part importante du problème. 60 % des dauphins d'Hector morts pour lesquels la cause de la mort a pu être déterminée le furent à la suite d'un enchevêtrement dans un filet de ce type. Ils sont également menacés par la pollution, les maladies, le trafic maritime et la modification de leur habitat.